# Astragalus bernardinus
Astragalus bernardinus  es una especie de planta herbácea perteneciente a la familia de las leguminosas. Es originaria de Norteamérica.

## Distribución
Es nativo de las montañas de San Bernardino en el sur de California. También se encuentra en las montañas Ivanpah en el desierto de Mojave y las cercanas New York Mountains que se sitúan en la línea de los estados de California y Nevada.

## Descripción
Es una planta de desierto y montaña que soporta el hábitat seco. Es una planta herbácea delgada, nervuda y perenne que crece en grupos entrelazados, y a veces se aferran a otras plantas como soporte. Los tallos alcanzan los 10 a 50 centímetros de largo, en parte cubierto de pelos rígidos. Las hojas miden hasta 14 centímetros de largo y están formados por pares, ampliamente espaciados, de foliolos en forma de lanza. La inflorescencia es un cúmulo de hasta 25 flores de color púrpura. El fruto es una vaina de leguminosa de color pálido de hasta 3 centímetros de largo que se seca con una textura parecida al papel.

## Taxonomía
Astragalus bernardinus fue descrita por Marcus Eugene Jones y publicado en Proceedings of the California Academy of Sciences, Series 2, 5(18): 661. 1895.
Etimología
Astragalus: nombre genérico derivado del griego clásico άστράγαλος y luego del Latín astrăgălus aplicado ya en la antigüedad, entre otras cosas, a algunas plantas de la familia Fabaceae, debido a la forma cúbica de sus semillas parecidas a un hueso del pie.
bernardinus: epíteto geográfico que indica su localización en las montañas de San Bernardino en el sur de California.
Sinonimia
- Hamosa bernardina (M.E.Jones) Rydb.[3]